# Rosalind Elias
Rosalind Elias (ur. 13 marca 1930 w Lowell w stanie Massachusetts, zm. 3 maja 2020 w Nowym Jorku) – amerykańska śpiewaczka operowa pochodzenia libańskiego, mezzosopran.

## Życiorys
Studiowała w New England Conservatory of Music w Bostonie, jeszcze w czasie studiów występowała z zespołem Boston Symphony Orchestra w L’incoronazione di Poppea Claudio Monteverdiego. W latach 1948–1952 śpiewała z New England Opera Company. Następnie odbyła uzupełniające studia muzyczne w Rzymie u Luigiego Ricciego i Nazareno de Angelis. W trakcie pobytu we Włoszech występowała w mediolańskiej La Scali i Teatro San Carlo w Neapolu. W 1954 roku debiutowała na deskach Metropolitan Opera w Nowym Jorku jako Grimgerda w Walkirii. Wystąpiła w prapremierowych przedstawieniach oper Benjamina Brittena Vanessa (1958, w roli Eryki) oraz Antony and Cleopatra (1966, w roli Charmiana).
W jej repertuarze znajdowały się m.in. role Cherubina w Weselu Figara, Laury w Giocondzie, Amneris w Aidzie, Olgi w Eugeniuszu Onieginie, Dorabelli w Così fan tutte, Carmen w Carmen, Rosiny w Cyruliku sewilskim, Oktawiana w Kawalerze srebrnej róży.